# Nóżki ambulakralne
Nóżki ambulakralne – zakończenia rozgałęzień układu ambulakralnego (wodnego) szkarłupni (Echinodermata). Są pokryte nabłonkiem pochodzenia ektodermalnego, mogą być zaopatrzone w przyssawki. W poszczególnych gromadach szkarłupni pełnią różne funkcje: narządów ruchu, narządu czepnego, służą do zdobywania pokarmu. Rozgwiazdom służą do przemieszczania się i do oddychania. U wężowideł są narządami zmysłu dotyku i chemicznego. Ruch wszystkich nóżek jest skoordynowany.